# Parafia św. Pawła Apostoła w Kielcach
Parafia św. Pawła Apostoła w Kielcach – parafia rzymskokatolicka ustanowiona przez ks. bp K. Ryczana 7 lipca 2004 roku. Proboszczem został ks. Marian Królikowski.
Parafia powstała w dawnej kaplicy przy ulicy Bęczkowskiej w Kielcach (daw. ul. Szydłówek Górny, obok osiedla Słoneczne Wzgórze), w starym kościele Św. Jadwigi, po tym, jak dawna parafia przeprowadziła się do nowego obiektu na osiedlu Świętokrzyskim.
Powstało Centrum modlitwy i ewangelizacji – Kanonia Św. Pawła. Parafia została utworzona równolegle. Obiekt przebudowano i wyremontowano. Przy parafii i wspólnocie działa zespół muzyczny.